# Prawo Littlewooda
Prawo Littlewooda – prawo statystyczne stwierdzające, że dana osoba może oczekiwać doświadczenia zdarzenia o prawdopodobieństwie 1:1 000 000 (tak zdefiniowanego pojęcia „cudu”) z częstością średnio około jednego na miesiąc. Prawo jest wykorzystywane do podważania i obalania niektórych pseudonaukowych hipotez i jest związane z bardziej ogólnym prawem naprawdę wielkich liczb. Prawo nazwane zostało od nazwiska profesora Cambridge, matematyka Johna Edensora Littlewooda.

## Historia
Wczesne sformułowanie tego prawa pojawia się w zbiorze prac Littlewooda z 1953 r., A Mathematician's Miscellany. W rozdziale „Large Numbers” („Duże liczby”) Littlewood rozważa temat zbiegów okoliczności i nieprawdopodobieństw, wskazując, że „nieprawdopobieństwa są często przeceniane”. Stwierdza na przykład, że biorąc pod uwagę długość ludzkiego życia, nie jest niczym niezwykłym, jeśli komuś przytrafi się w ciągu życia zbieg okoliczności o prawdopodobieństwie rzędu jeden do miliona.
Stwierdzenie to zostało później ujęte jako „prawo cudów Littlewooda” przez Freemana Dysona, w recenzji książki Debunked!, opublikowanej w 2004 roku w New York Review of Books. 
Dyson opisuje to prawo następująco: Zdefiniujmy „cud” jako „zdarzenie, które w chwili swego nastąpienia ma szczególne znaczenie, ale wydarza się z prawdopodobieństwem jeden na milion”. Załóżmy, że w czasie godzin, w których człowiek jest wybudzony i czuwa, słyszy on lub dostrzega jedno „zdarzenie” na sekundę, które może być zarówno wyjątkowe, jak też i zwyczajne. Założmy też, że czas czuwania człowieka wynosi około ośmiu godzin dziennie. Założenia te pozwalają dojść do wniosku, że człowiek w czasie 35 dni doświadcza około miliona zdarzeń (60 × 60 × 8 × 35 = 1 008 000). Jeśli zaakceptować definicję „cudu”, można oczekiwać zaobserwowania średnio około jednego „cudownego” zdarzenia na każdy okres 35 dni. Co za tym idzie, na pozór „cudowne” zdarzenia są w rzeczywistości dość powszechne.